# ماساكي إيواموتو
ماساكي إيواموتو (باليابانية: 岩本 昌樹) (30 أكتوبر 1983 في أويتا في اليابان – )؛ هو لاعب كرة قدم ياباني سابق كان يلعب كلاعب وسط.